# República Autónoma de Najicheván
La República Autónoma de Najicheván (en azerí: Naxçıvan Muxtar Respublikası; pronunciado [nɑxt͡ʃɯˈvɑn muxˈtɑɾ resˈpublikɑsɯ]) es un exclave perteneciente a Azerbaiyán, ubicado en la región de Transcaucasia. Con una superficie de 5363 km², tiene fronteras con Armenia, Turquía e Irán. Su capital es la ciudad de Najicheván (82 552 habitantes).

## Historia

Reino de Vaspurakán (908-1021)

La región de Najicheván formaba parte de Armenia, y durante el genocidio armenio; los otomanos la ocuparon a mediados de 1918. El gobierno de Azerbaiyán en Gandja, aliado a los turcos, fue el beneficiado de la medida pues gracias a su influencia sobre sus compatriotas el territorio entraba bajo su control. Tras la retirada turca a finales del mismo año 1918, los azeríes proclamaron en la región la República de Aras (noviembre de 1918), bajo la dirección de Jafarkuli-Khan pero los británicos se desplegaron en la zona y los armenios recobraron la región en junio de 1919.
Tras la toma del poder por los comunistas en Azerbaiyán (abril de 1920) estalló la guerra entre ambos países por la posesión de Najicheván, Zangechur y Alto Karabaj, regiones en poder de los armenios y que los azeríes reclamaban. Los nacionalistas turcos también se habían rebelado contra el tratado de Sèvres y atacaban Armenia que recibía ayuda en armamento de Gran Bretaña. Con apoyo turco, los azeríes tomaron el poder en Najicheván y proclamaron la República Soviética. En diciembre un acuerdo de un acuerdo de paz entre Armenia y Turquía puso fin a la guerra, y Armenia cedió los territorios en litigio. Lenin entregó Najicheván junto a Nagorno Karabagh (Alto Karabaj) a la República de Azerbaiyán, perdiendo Armenia gran parte de su territorio histórico. Ese mismo año, las autoridades de Najicheván expulsaron a la mayor parte de la población armenia de la zona.
Con Azerbaiyán, dentro de la República Federal Socialista Soviética de Transcaucasia entró en la Unión Soviética, en cuyo periodo no se registraron acontecimientos de especial importancia. Fue elevada a República Socialista Soviética autónoma el 9 de febrero de 1924.

En noviembre de 1988, la minúscula población armenia que aún vivía en la región, tuvo que ser evacuada debido a los pogromos en su contra.

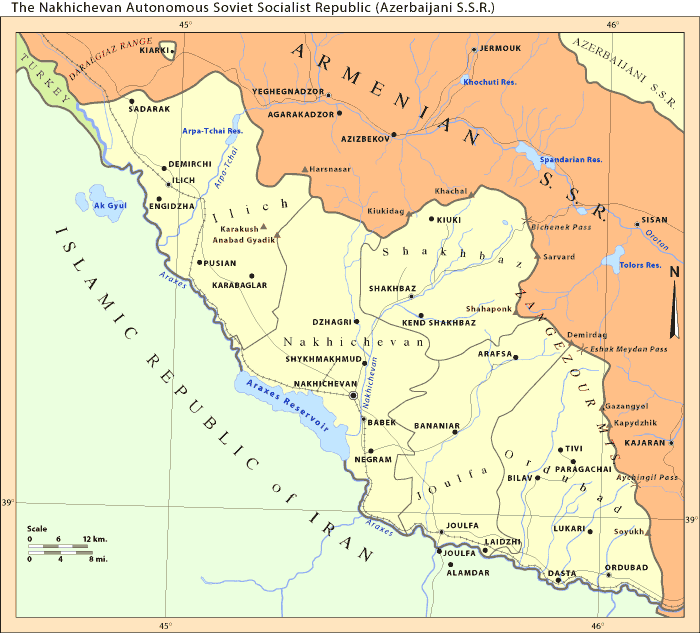
Najicheván en la Unión Soviética

En 1989 fue una de las primeras regiones donde surgió el nacionalismo azerí. Diciembre de 1989 vio disturbios en Najichevan cuando sus habitantes azeríes se movilizaron para desmantelar físicamente la frontera soviética con Irán para huir del área y encontrarse con sus primos étnicos azeríes en el norte de Irán. Esta acción fue denunciada por la dirección soviética y los medios soviéticos acusaron a los azeríes de "abrazar el fundamentalismo islámico". En enero de 1990, el Sóviet Supremo de la ASSR de Najichevan emitió una declaración en la que declaraba la intención de que Najichevan se separara de la URSS para protestar por las acciones de la Unión Soviética durante el enero negro (19-20 de enero de 1990). Fue la primera parte de la Unión Soviética en declarar la independencia, precediendo a la declaración de Lituania por solo unas pocas semanas. Posteriormente, Nakhchivan fue independiente de Moscú y Bakú, pero luego fue controlado por el clan de Heydar Aliyev.

### Era postsoviética
Heydar Aliyev, futuro presidente de Azerbaiyán, regresó a su lugar de nacimiento, Najicheván, en 1990, después de ser destituido del Politburó en 1987 por Mijaíl Gorbachov. Tras su retorno, fue elegido miembro del Soviet Supremo con un amplio respaldo. Abandonó el partido comunista de la unión soviética y abogó por la independencia de Azerbaiyán tras el fallido golpe de agosto de 1991 contra Gorbachov, denunciando a Ayaz Mütallibov por apoyar el golpe. En 1991, Aliyev consolidó su poder como presidente del Soviet Supremo de Najicheván, afirmando la independencia casi total de Najicheván respecto a Bakú.
Najicheván se convirtió en un territorio en conflicto durante la primera guerra del Alto Karabaj, con bombardeos armenios en 1992 en respuesta a disparos azeríes desde Najicheván. Los armenios alegaron que el ataque respondía a la provocación, mientras Najicheván negó las acusaciones. Los combates se intensificaron, culminando en la captura de Karki por los armenios. Aliyev declaró un alto el fuego unilateral y buscó la paz con Armenia, que aceptó un alto el fuego.
Turquía reaccionó fuertemente, advirtiendo que cualquier avance armenio en Najicheván daría como consecuencia una declaración de guerra contra Armenia. Rusia también se involucró, aumentando sus tropas en la región. La tensión se elevó, con Turquía bombardeando la frontera armenio-najichevana y realizando maniobras militares en Irán. Sin embargo, la presencia rusa disuadió una intervención turca. Tras un periodo de inestabilidad, Aliyev fue llamado de su exilio en Najicheván en 1993 para liderar Azerbaiyán.

### Actualidad
Najicheván sigue manteniendo su autonomía como la República Autónoma de Najicheván y está reconocida internacionalmente como una parte integral de Azerbaiyán, con su propia asamblea legislativa. En 1995, se llevó a cabo un referéndum que resultó en la aprobación de una nueva constitución para Najicheván, que posteriormente fue adoptada por la asamblea de la república en 1998 y entró en vigor el 8 de enero de 1999. A pesar de esta autonomía formal, la región permanece aislada no solo del resto de Azerbaiyán, sino prácticamente de toda la región del Cáucaso Sur.

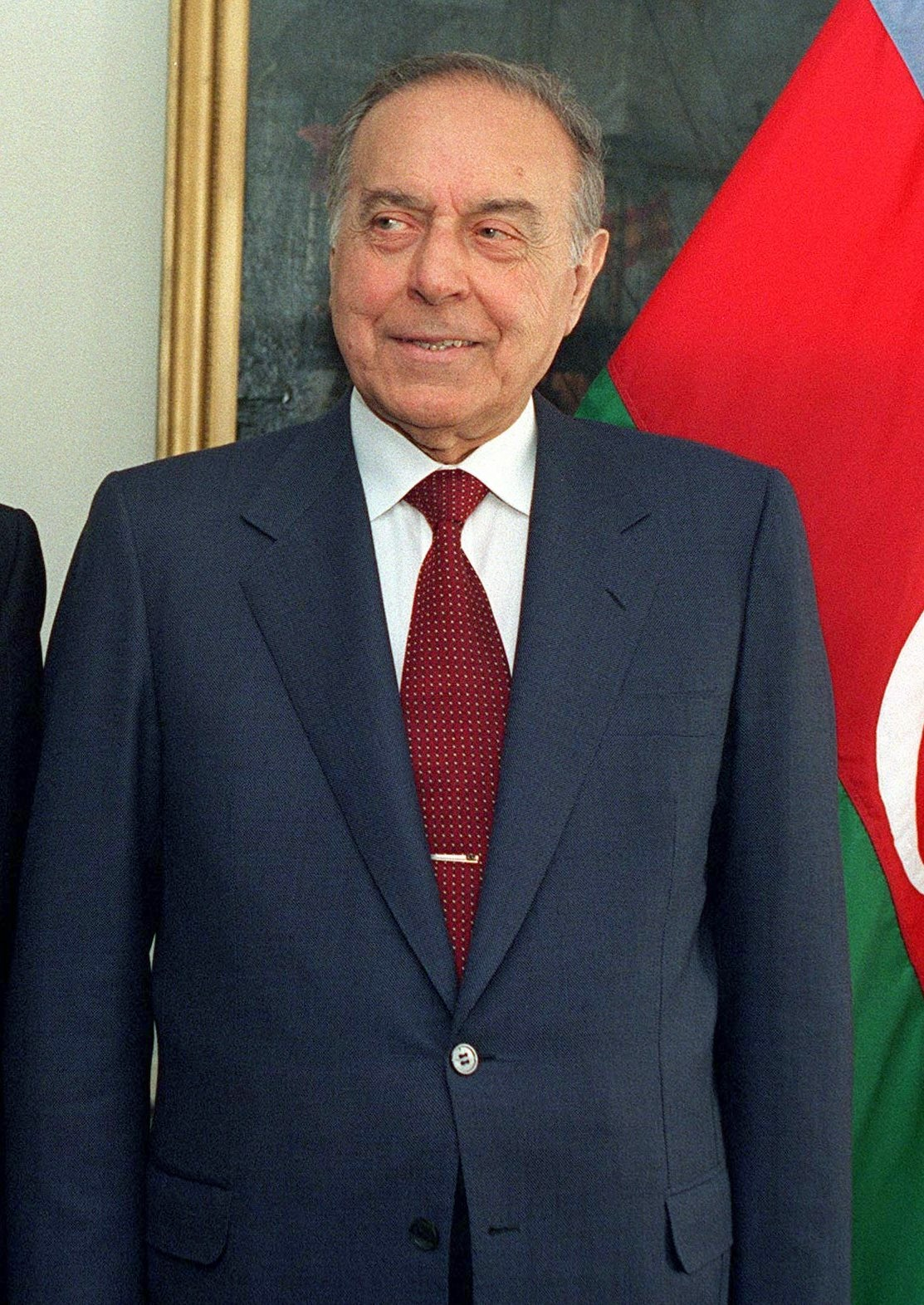
El expresidente de Azerbaiyán, Heydar Aliyev, nació en Nakhchivan.

Desde 1995 hasta su dimisión en diciembre de 2022, la región fue gobernada por Vasif Talibov, quien tenía vínculos familiares con la familia gobernante de Azerbaiyán, los Aliyev. Su liderazgo fue marcado por un gobierno autoritario y altamente corrupto en la región, lo que llevó a la preferencia de la mayoría de los residentes por la televisión turca en lugar de la televisión local de Najicheván, que era vista como un medio de propaganda de Talibov y los Aliyev.
Najicheván enfrenta dificultades económicas, incluyendo la escasez de energía, lo que ha llevado a la emigración de trabajadores en busca de empleo en Turquía. De hecho, las tasas de emigración hacia Turquía son tan altas que en ciertos barrios de Estambul, como Besler, la mayoría de los residentes son originarios de Najicheván.
En 2007, se alcanzó un acuerdo con Irán para aumentar las exportaciones de gas, y se inauguró un nuevo puente sobre el río Aras para fortalecer las conexiones entre ambos países. Además, como parte del acuerdo de alto el fuego que puso fin a la guerra de Nagorno-Karabaj en 2020, Armenia acordó garantizar la seguridad de las conexiones de transporte entre Najicheván y el resto de Azerbaiyán, las cuales serán patrulladas por el Servicio de Fronteras del Servicio Federal de Seguridad de la Federación Rusa, marcando un paso importante en la mejora de la conectividad regional.

## Geografía
Najicheván es una región semidesierta de Azerbaiyán separada del resto del país por Armenia e Irán. Las montañas Zangezur al este componen su límite fronterizo con Armenia, mientras que el río Aras al oeste define su frontera con Irán y Turquía.
Se trata de un territorio árido y montañoso. Su punto más alto y característico se encuentra en el monte Kapydzhik (azerí y turco: Kapıcık, significado: "Puerta pequeña") que llega a los 3904 m.
Según la leyenda, la hendidura de la cumbre de la montaña o Monte Llandag (en azerí: İlan dağı, significado: "Monte de la serpiente", 2415 m), fue producida por la quilla del arca de Noé mientras el barco descendía con la disminución de la inundación tras el diluvio universal.
Ocupa una superficie de 5363 km². Limita con Armenia en 221 km, con Turquía 13 km y con Irán 179 km. Su capital es la ciudad de Najicheván (82 552 habitantes).

## Demografía
En 2009, la población de Najicheván se estimó en 398 000 personas, La mayoría de la población es de origen azerbaiyano, grupo que constituye el 99 % de la población en 1999, mientras que los rusos étnicos componían el 0,15 % y existía una minoría de kurdos (0,6 %) que constituye el remanente de la población.
Entre 1990 y 2000 se produjo una importante migración de la población hacia Turquía y Azerbaiyán, debido a las dificultades económicas derivadas del nuevo sistema capitalista, así como a la separación geográfica de Najicheván del resto de Azerbaiyán.
Los kurdos de Najicheván se encuentran principalmente en los distritos de Sadarak y Teyvaz. Los armenios fueron expulsados por las fuerzas de Azerbaiyán durante el conflicto de Nagorno Karabaj como parte del intercambio forzoso de población entre Armenia y Azerbaiyán. De acuerdo con una estimación soviética de 1932, el 85 % estaba en áreas rurales, mientras que solo el 15 % era población urbana. Este porcentaje aumentó al 18 % en 1939 y al 27 % en 1959.

## División administrativa
Najicheván está dividida en siete rayones y una ciudad.

### Rayones
1. Babek Rayonu (Babək)
2. Julfa Rayonu (Culfa)
3. Kangarli Rayonu (Kəngərli)
4. Ordubad Rayonu (Ordubad)
5. Sadarak Rayonu (Sədərək)
6. Shahbuz Rayonu (Şahbuz)
7. Sharur Rayonu (Şərur)

### Ciudad
1. Naxçıvan şəhəri

## Banderas
La República Soviética utilizó la bandera del partido comunista Hummet, que era roja con media luna y estrella en el cantón.
Como República Socialista Soviética Autónoma tuvo su primera bandera roja con iniciales doradas en el cantón en 1937 y el modelo se modificó a bandera roja con franja azul en la parte inferior e iniciales doradas en el cantón debajo de la hoz y martillo con estrella.[cita requerida]
La bandera actual fue adoptada tras la caída de la Unión Soviética siendo similar a la nacional pero con la franja central roja de doble anchura.[cita requerida]

Bandera de la RSSA de Nаjichеvаn (1937-1940).
Bandera de la RSSA de Najicheván (1952-1991).

## Monumentos
En el siglo XII se formó la escuela arquitectónica de Najicheván, el distinguido representante y fundador de la que se considera Ajami Ibn Abu Bekr. Su primera obra es el mausoleo de Yusuf Ibn Kuseyr (1161), construcción hecha de ladrillo cocido, y cada lado de esta construcción está decorado con varios ornamentos.
Entre los mausoleos el más grande y el más conocido es el mausoleo de Momina Hatun (año 1186), construido según el proyecto del arquitecto Ajami Ibn Abubekr. Esta tumba es en honor a Momina Hatun, esposa de Atabek Jahan Pahlavan. El mausoleo fue construido de ladrillo cocido, tiene diez facetas abdominales, hechas en la técnica misma, que el mausoleo de Yusuf ibn Kuseyr. Su altura es de más de 25 m. También existe una bóveda subterránea y un lugar de enterramiento o sardaba. Fue restaurado entre 1999 y 2003, como parte del Patrimonio Cultural de Azerbaiyán.
La mezquita Juma pertenece a la Edad Media, también fue construida por el arquitecto Ajami ibn Abubakr Najichevani, y es uno de los monumentos del complejo arquitectónico de Atabey. En la ciudad de Najicheván se encuentra el mausoleo Khanagah, una estructura de tipo mixto: su parte inferior tiene forma cúbica y la parte superior es de ocho facetas. Sus ornamentos muestran que el mausoleo fue construido en los siglos XII-XIII.
Cerca de la ciudad de Julfa se encuentra la fortaleza Alinja-gala (siglos XI-XIII), situada a las orillas de los ríos Araz y Alinja.